# Hoplophorella insolens
Hoplophorella insolens är en kvalsterart som beskrevs av Wojciech Niedbała 1988. Hoplophorella insolens ingår i släktet Hoplophorella och familjen Phthiracaridae. Inga underarter finns listade i Catalogue of Life.